# FAI Cup 1922/1923
Druhý ročník The Football Association of Ireland Challenge Cup, zkráceně jen FAI Cup (Irský fotbalový pohár) se konal od 6. ledna do 17. března 1923. Celkem turnaj hrálo již nově 19 klubů.
Trofej získal poprvé v klubové historii Alton United FC, který ve finále porazil Shelbourne FC 1:0.